# Stivale di Saatse

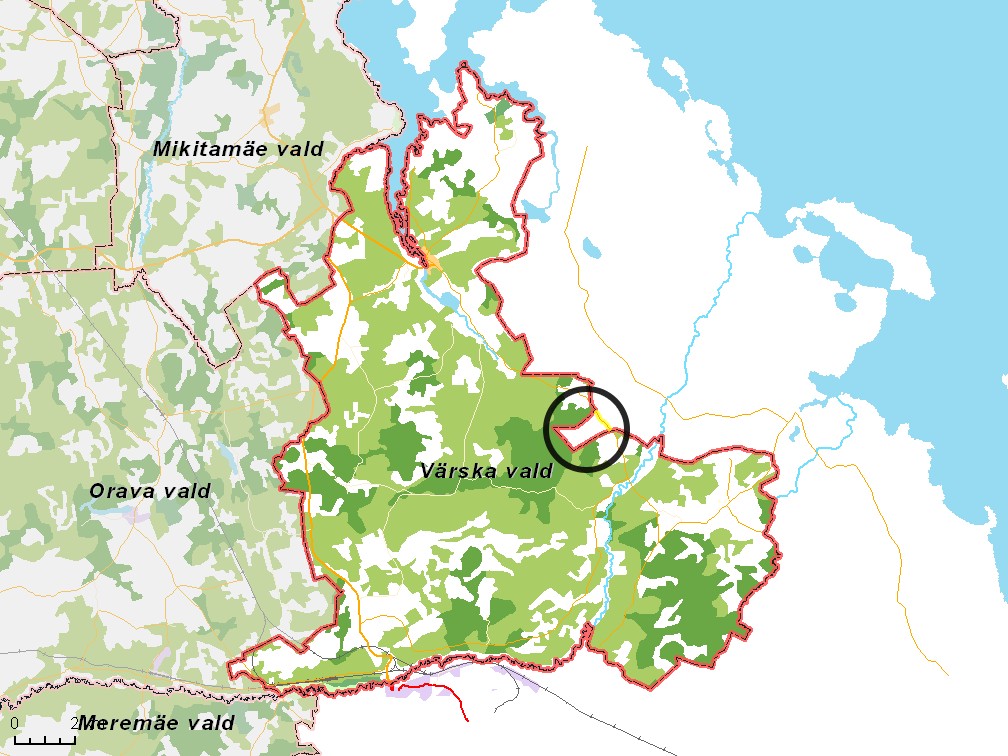
Parrocchia di Värska, con lo stivale di Saatse segnato dal cerchio al confine nord-orientale. La strada che attraversa la Russia è contrassegnata in giallo.

Lo stivale di Saatse (in estone Saatse saabas; in russo Саатсеский сапог?, Saatseskij sapog) è una piccola area di 1,15 km² appartenente alla Russia che si incunea nel territorio dell'Estonia. È attraversato per circa 1 km dalla strada 178 che collega i villaggi estoni di Lutepää e Sesniki, siti a loro volta tra l'insediamento più grande di Värska e il villaggio di Saatse, nella parrocchia di Värska.
Il nome deriva dalla forma dell'area, che assomiglia per l'appunto a uno stivale.

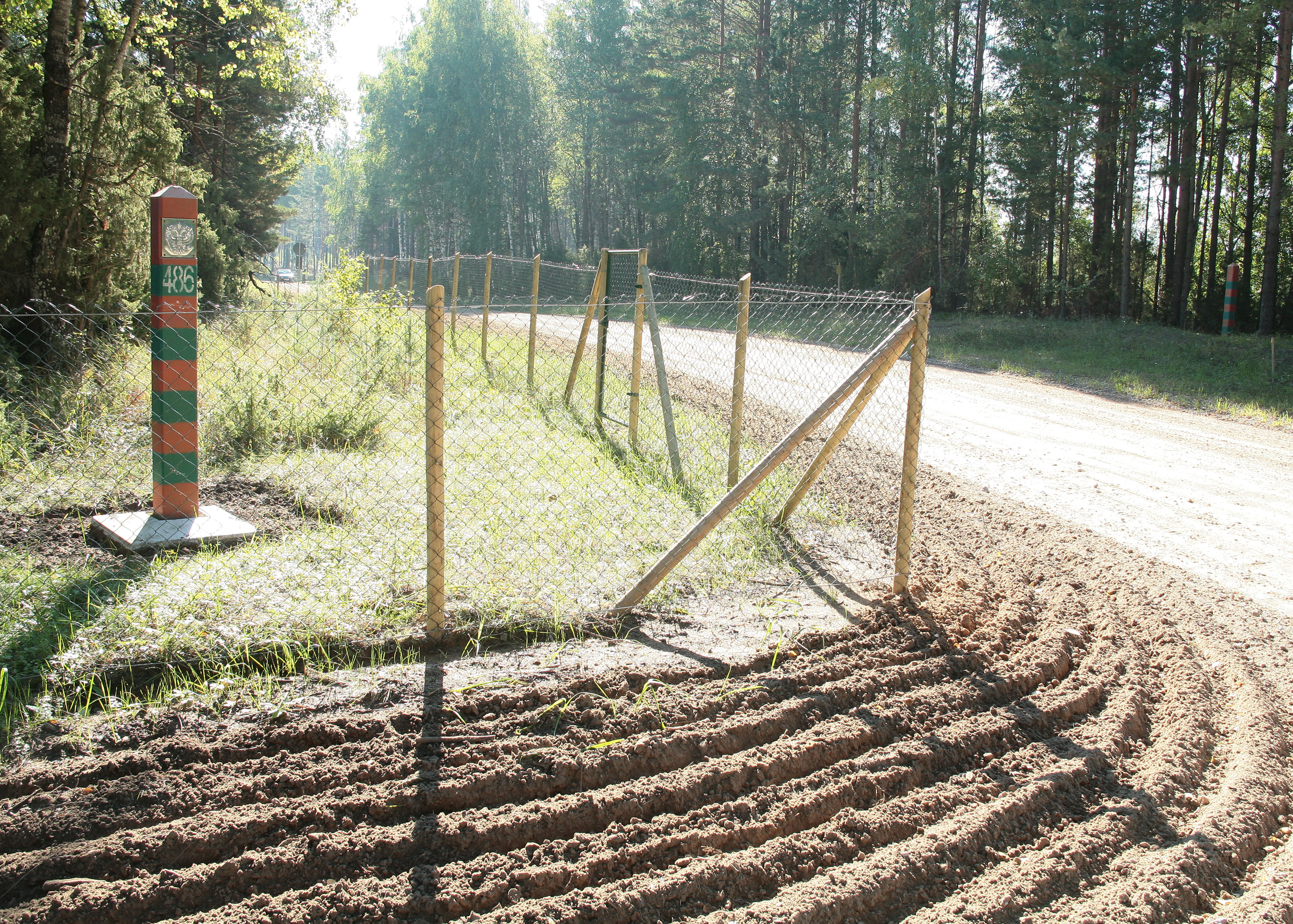
Attraversamento del territorio russo, delimitato da picchetti rosso-verdi

## Storia
L'attuale confine estone-russo a Setumaa fu stabilito nel 1944, quando la maggior parte del territorio della contea estone di Petseri fu trasferita alla Repubblica Socialista Federativa Sovietica Russa. Durante l'era sovietica era solo un confine amministrativo tra due repubbliche appartenenti all'Unione Sovietica, ma dopo che l'Estonia riacquisì l'indipendenza nel 1991 lo stesso confine (chiamato ufficialmente linea di controllo dall'Estonia) è diventato il confine internazionale tra i due paesi. La ragione per la strana forma del confine è che l'area era storicamente di proprietà di una fattoria nel villaggio di Gorodišče 2 km più a est.
Un trattato, firmato nel 2005 e rinegoziato nel 2014 dai ministri degli esteri di Estonia e Russia, prevede che il confine tra i due paesi venga ottimizzato con concessioni territoriali reciproche. L'area dello stivale dovrebbe essere trasferita all'Estonia in cambio di due appezzamenti di terreno nelle parrocchie di Värska e Meremäe. Al 2023, il trattato non è ancora entrato in vigore, quindi lo stivale di Saatse continua ad esistere.

## Attraversamento dello stivale
La Russia consente il transito veicolare sulla strada senza controllo di visti e passaporti. Sulla strada vige il divieto di fermarsi (salvo emergenze) e di camminare: se il veicolo viene fermato volontariamente lungo la strada in territorio russo, tutti gli occupanti possono essere arrestati, interrogati e multati. Invece, se la sosta è indipendente dalla volontà del conducente, ad esempio se si esaurisce il carburante, deve essere contattata la sezione di confine estone di Saatse e gli occupanti non devono uscire dal veicolo fino al loro arrivo.
Fino al 2021, la strada era a fondo ghiaioso. La Russia storicamente consentiva all'Estonia di effettuare lavori di manutenzione sulla strada, ma negava il permesso di asfaltarla, pertanto l'intero tratto tra lo stivale di Saatse ed il triangolo di Lutepää era sterrato. Successivamente, la strada è stata interamente asfaltata.
Nel 2008 è stata aperta una nuova strada che collega Sesniki a Matsuri, consentendo di circumnavigare lo stivale di Saatse e di non entrare in territorio russo, che però obbliga i conducenti ad effettuare una deviazione di circa 20 km.
Nel 2024, il ministro dell'interno Lauri Läänemets ha escluso la possibilità di effettuare scambi territoriali imminenti con la Russia e ha annunciato la costruzione di una nuova strada attorno allo stivale, lunga 4,7 km e con un costo complessivo stimato di €4 milioni. La strada dovrebbe essere completata entro il 2026.

## Triangolo di Lutepää

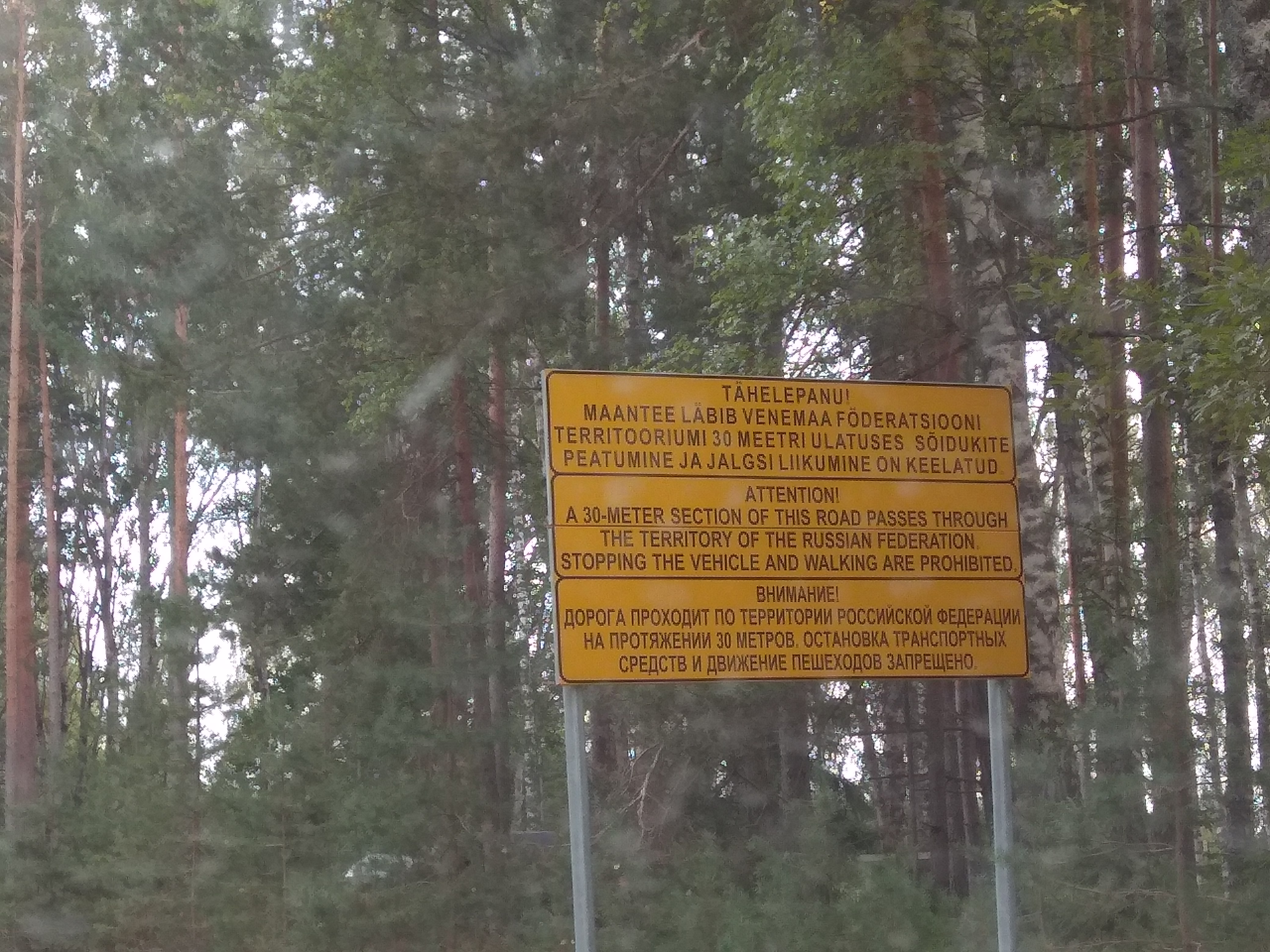
Cartello a nord del triangolo di Lutepää che indica l'attraversamento di 30 metri di territorio russo, nel quale è vietato fermarsi o camminare

Poco più a nord, il territorio russo è attraversato di nuovo dalla strada 178 per una piccolissima porzione (30 metri), lasciando un triangolino di territorio russo a ovest della strada 178 tra Värska e Saatse, chiamato triangolo di Lutepää (Lutepää kolmnurk). Anche in questo caso è stata costruita una strada che circumnaviga il triangolo e quindi la Russia.
In quest'area vigono le stesse regole dello stivale di Saatse.